# Platyrhacus flavisternus
Platyrhacus flavisternus är en mångfotingart som beskrevs av Pocock 1894. Platyrhacus flavisternus ingår i släktet Platyrhacus och familjen Platyrhacidae. Inga underarter finns listade i Catalogue of Life.